# Tecnología cuántica
La tecnología cuántica, un ámbito en crecimiento dentro de la física y la ingeniería, engloba diferentes tecnologías que se fundamentan en las características de la mecánica cuántica,  sobre la cual abarca fenómenos como el entrelazamiento, la superposición y la tunelización cuántica. Ejemplos de avances en este campo incluyen la computación cuántica, sensores, criptografía, simulación, medición y generación de imágenes. Estas tecnologías emergentes tienen un impacto significativo en diversos campos, como la exploración espacial.

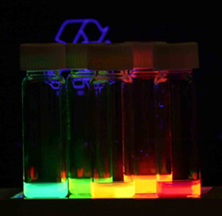
Puntos cuánticos coloidales irradiados con luz ultravioleta. Los puntos cuánticos de diferentes tamaños emiten luz de diferentes colores debido al confinamiento cuántico.

## Historia
El campo de la tecnología cuántica se describió por primera vez en un libro de 1997 de Gerard J. Milburn, al que siguió un artículo de 2003 de Jonathan P. Dowling y Gerard J. Milburn, así como un Artículo de 2003 de David Deutsch.
Muchos dispositivos ya disponibles dependen fundamentalmente de los efectos de la mecánica cuántica. Estos incluyen sistemas láser, transistores y dispositivos semiconductores, así como otros dispositivos como reproductores de imágenes MRI. El Laboratorio de Ciencia y Tecnología de la Defensa del Reino Unido (DSTL) agrupó estos dispositivos como 'quantum 1.0' para diferenciarlos de lo que denominó 'quantum 2.0', que definió como una clase de dispositivos que crean, manipulan y leen activamente estados cuánticos de materia utilizando los efectos de superposición y entrelazamiento.

## Comunicaciones seguras
La comunicación segura cuántica es un método que se espera que sea 'seguro cuántico' con la llegada de los sistemas informáticos cuánticos que podrían romper los sistemas criptográficos actuales utilizando métodos como el algoritmo de Shor. Estos métodos incluyen la distribución de clave cuántica (QKD), un método de transmisión de información utilizando luz entrelazada de una manera que hace que cualquier intercepción de la transmisión sea obvia para el usuario. Otro método es el generador de números aleatorios cuánticos, que es capaz de producir números verdaderamente aleatorios a diferencia de los algoritmos no cuánticos que simplemente imitan la aleatoriedad.

## Informática
Se espera que las computadoras cuánticas tengan una serie de usos importantes en campos informáticos como la optimización y el aprendizaje automático. Quizás sean más conocidos por su capacidad esperada para llevar a cabo el algoritmo de Shor, que se puede utilizar para factorizar grandes números y es un proceso importante en la seguridad de las transmisiones de datos.

## Simuladores cuánticos
Los simuladores cuánticos son tipos de computadoras cuánticas que se usan para simular un sistema del mundo real y se pueden usar para simular compuestos químicos o resolver problemas de física de alta energía. Los simuladores cuánticos son más simples de construir que las computadoras cuánticas de propósito general porque no es necesario un control total sobre cada componente. Los simuladores cuánticos actuales en desarrollo incluyen átomos ultrafríos en redes ópticas, iones atrapados, conjuntos de cúbits superconductores y otros.

## Sensores
Se espera que los sensores cuánticos tengan una serie de aplicaciones en una amplia variedad de campos, incluidos los sistemas de posicionamiento, la tecnología de la comunicación, los sensores de campos eléctricos y magnéticos, la gravimetría, así como áreas de investigación geofísicas como la ingeniería civil y la sismología.

## Metas futuras
En el ámbito de la tecnología cuántica estamos en los primeros dos años de su vida. Para cada sección individual de la tecnología cuántica, como computadoras cuánticas, simuladores, comunicaciones, sensores y metrología, hay mucho margen de mejora según lo cuántico en pocas palabras. En los próximos dos años, las computadoras cuánticas esperan procesar 50 cúbits, así como demostrar la aceleración cuántica y superar a las computadoras clásicas. Los simuladores cuánticos tienen la capacidad de resolver problemas más allá de la capacidad de una supercomputadora. Para obtener más información, visite Tecnologías cuánticas en pocas palabras. Según el experto en tecnología cuántica Paul Martin, la tecnología cuántica promete mejoras en los dispositivos cotidianos, como la navegación, los sistemas de cronometraje, la seguridad de las comunicaciones, las computadoras y una imagen médica más precisa.[cita requerida]

### Programas de investigación
A partir de 2010, varios gobiernos han establecido programas para explorar las tecnologías cuánticas, como el Programa Nacional de Tecnologías Cuánticas del Reino Unido, que creó cuatro "centros" cuánticos, el Centro de Tecnologías Cuánticas de Singapur y QuTech, una empresa holandesa centro para desarrollar una computadora cuántica topológica. En 2016, la Unión Europea presentó Quantum Technology Flagship, un megaproyecto de 10 años de duración de 1000 millones de euros, similar en tamaño a los proyectos líderes anteriores europeos de tecnologías futuras y emergentes. En diciembre de 2018, Estados Unidos aprobó la Ley de Iniciativa Cuántica Nacional, que proporciona un presupuesto anual de mil millones de dólares para la investigación cuántica. China está construyendo la instalación de investigación cuántica más grande del mundo con una inversión prevista de 76 000 millones de yuanes (aproximadamente 10 000 millones de euros). El gobierno indio también ha invertido 8000 millones de rupias (aprox. US$1.02 mil millones) durante 5 años para impulsar las tecnologías cuánticas bajo su Misión Nacional Cuántica.
En el sector privado, las grandes empresas han realizado múltiples inversiones en tecnologías cuánticas. Organizaciones como Google, D-wave Systems y la Universidad de California Santa Bárbara han formado asociaciones e inversiones para desarrollar tecnología cuántica.
| País/grupo     | Nombre del centro/proyecto | Control gubernamental (si/no/parcial) | Tipo de investigación de tecnología cuántica | Fecha de creación                   | Financiamiento                                 |
| -------------- | --- | ------------------------------------- | --- | ----------------------------------- | ---------------------------------------------- |
| Australia      | Australian Research Council Centres of Excellence                                                                                | Si                                    | Computación | 2017                                | US$94 millones                                 |
| Australia      | Department of Defence’s Next Generation Technologies Fund                                                                        | Si                                    | Inteligencia integrada, vigilancia y reconocimiento Capacidades espaciales Rendimiento humano mejorado Productos de contramedidas médicas Ciencias de los materiales multidisciplinares Tecnologías cuánticas Sistemas autónomos de confianza cibernético Sensores avanzados Hipersónicos Capacidad de energía dirigidas | 2016                                | US$4.5M                                        |
| Australia      | Sydney Quantum Academy | Parcial                               | Economía cuántica | 7 de diciembre de 2020              | US$15.0M                                       |
| Australia      | Silicon Quantum Computing | Parcial                               | Computación cuántica | Mayo 2017                           | US$83M                                         |
| Canadá         | Canadian Space Agency Quantum Encryption and Science Satellite                                                                   | Parcial                               | Distribución de claves cuánticas(QKD) | Diciembre 2017                      |                                                |
| Canadá         | National Research Council of Canadá’s Security and Disruptive Technologies Research Centre: Quantum Sensors and Security program | Parcial                               | Tecnologías emergentes y disruptivas de mayor alcance | 2012                                | US$23M                                         |
| Canadá         | Natural Sciences and Engineering Research Council/UK Research and Innovation                                                     | Parcial                               | Desarrollo de tecnología cuántica |                                     | US$3.4M                                        |
| Canadá         | Canadá’s National Quantum Strategy                                                                                               | Parcial                               | La estrategia guiará las inversiones en torno a tres pilares: investigación cuántica, talento y comercialización, hacia el logro de tres misiones clave, en computadoras y software cuánticos, comunicaciones y sensores.                                                                                                | 2023                                | US$267M                                        |
| China          | Chinese Academy of Sciences Center for Excellence in Quantum Information and Quantum Physics                                     | Si                                    | General | Mayo 2015                           | US$10.0B                                       |
| China          | Proyecto Quantum Experiments at Space Scale (QUESS) (el satélite Micius)                                                         | Si                                    | Distribución de claves cuánticas | Mayo 2015                           | US$10.0B                                       |
| China          | Beijing–Shanghai Quantum Secure Communication Backbone                                                                           | Si                                    | Información y comunicación cuántica | Mayo 2015                           | US$10.0B                                       |
| China          | National Quantum Laboratory | Si                                    | Metrología cuántica y construcción. de una computadora cuántica | Mayo 2015 (inaugurado en 2020)      | US$10.0B                                       |
| Unión Europea  | Quantum Technologies Flagship program                                                                                            | Si                                    | Computación cuántica Simulador cuántico Comunicación cuántica Metrología y mediciones cuánticas | 2018                                | Presupuesto esperado €1000 millones            |
| Unión Europea  | Coordination and support action for Quantum Technology Education (QTEdu)                                                         | Si                                    | Educación | 2020                                | Presupuesto esperado €1000 millones            |
| Unión Europea  | QuantERA | Si                                    | Tecnologías cuánticas | 2016                                | €89 million                                    |
| Unión Europea  | Open European Quantum Key Distribution (OpenQKD)                                                                                 | Si                                    | Criptografía cuántica | Sept. 2, 2019 (ended Sept. 1, 2022) | €17 974 246,25                                 |
| Unión Europea  | European Quantum Communication Infrastructure (EuroQCI)                                                                          | Si                                    | Infraestructura para comunicación cuántica | June 2019                           | €90,000,000                                    |
| Francia        | National Strategy for Quantum Technologies                                                                                       | Si                                    | Computación cuántica, comunicaciones cuánticas y sensores cuánticos | 21 de enero de 2021                 | US$1.8B                                        |
| Alemania       | Quantum Technologies — From Basic Research to Market                                                                             | Si                                    | Tecnologías cuánticas | 26 de septiembre de 2018            | €650M                                          |
| Alemania       | Agenda Quantensysteme 2030 | Si                                    | Computación cuántica, Simulador cuántico, Información y comunicación cuántica, Sensor cuántico, supporting technologies, public outreach | 23 de marzo de 2021.                | €650M                                          |
| Alemania       | Fraunhofer-Gesellschaft-IBM colaboración                                                                                         | Si                                    | Computación cuántica | September, 2019                     | €40M                                           |
| Alemania       | QuNET | Si                                    | Comunicación cuántica | 2018                                | €165M                                          |
| India          | National Mission on Quantum Technologies & Applications                                                                          | Si                                    | Comunicación cuántica, Simulación cuántica, Computación cuántica, sensado cuántico, y metrología cuántica | 2020                                | Rs 8000 Crore                                  |
| Israel         | National Program for Quantum Science and Technology                                                                              | Si                                    | Desarrollos cuánticos nacionales | 2019                                | US$360                                         |
| Japón          | Quantum Technology Innovation Strategy                                                                                           | Si                                    | Tecnología cuántica | 2020                                | US$470                                         |
| Japón          | Quantum Strategic Industry Alliance for Revolution (Q-STAR)                                                                      | Si                                    | Un consejo de la industria para promover las tecnologías cuánticas | 1 de septiembre de 2021             |                                                |
| Japón          | Quantum Leap Flagship Program | Si                                    | Computación cuántica superconductora, Simulador cuántico, Computación cuántica, sensor cuántico de estado sólido, láseres | 2018                                | US$200M                                        |
| Japón          | The Moonshot Research and Development Program (Goal 6)                                                                           | Si                                    | Computación cuántica | 2019                                | US$963M para todo el programa no solo cuántica |
| Países Bajos   | National Agenda for Quantum Technology: Quantum Delta NL                                                                         | Si                                    | Computación cuántica, comunicación cuántica, y sensado cuántico | 2020                                | €615M                                          |
| Rusia          | Rosatom | Si                                    | Tecnologías cuánticas e investigación de infraestructura | 2021                                | 23000 millones de rublos                       |
| Rusia          | RZD (Ferrocarriles de Rusia) | Si                                    | Quantum Communications | Octubre 2021                        | 138M Russian rubles                            |
| Singapur       | Quantum Engineering Program | Si                                    | Quantum technology | 2018                                | US$121.6M                                      |
| Singapur       | Centre for Quantum Technologies (CQT)                                                                                            | Si                                    | Tecnologías cuánticas | 2007                                | US$194.9M                                      |
| Singapur       | SGInnovate- Quantum Technologies                                                                                                 | Si                                    | Financiamiento digital | 2015                                |                                                |
| Corea del Sur  | Quantum Computing Technology Development Project                                                                                 | Si                                    | Tecnologías cuánticas | 2019                                | US$39.8M                                       |
| Reino Unido    | National Quantum Technologies Programme                                                                                          | Si                                    | Financiamiento de las tecnologías cuántica en el Reino Unido | 2013                                | US$1000 millones                               |
| Reino Unido    | National Quantum Computing Centre                                                                                                | Si                                    | Computación cuántica | A ser inaugurado en el 2023         | £93m                                           |
| Reino Unido    | Rigetti Computing | Parcial                               | Computación cuántica | 2013                                | US$268m                                        |
| Estados Unidos | Quantum Industry Consortium | Si                                    | "Ecosistema cuántico" general (cadena de suministro para la industria cuántica, prioridades de inversión federales en actividades de I&D, estándares y regulaciones, industry interactions, etc.) | 2018                                | US$1.25B                                       |
| Estados Unidos | National Quantum Coordination Office                                                                                             | Si                                    | Investigación y desarrollo en tecnología cuántica | 2019                                |                                                |
| Estados Unidos | The Department of Energy Office of Science                                                                                       | Si                                    | Computación cuántica, algoritmos cuánticos, sensores cuánticos, procesadores cuánticos, redes cuánticas y simulación cuántica | 2019                                | US$900M (US$300M en el FY 2023)                |
| Estados Unidos | The National Science Foundation (Five Quantum Leap Challenges Institutes)                                                        | Si                                    | Quantum computing, quantum sensors, quantum processors, quantum biological sensing, and quantum simulation | 2020                                | US$125M                                        |
| Estados Unidos | National Quantum Initiative Act                                                                                                  | Si                                    | Quantum information science and Quantum technology development | Dec. 21, 2018                       | US$1.275B                                      |
| Estados Unidos | MonArk Quantum Foundry | Parcial                               | Development of quantum materials and devices | 17 de agosto de 2021                | US$19,990,000                                  |
| Estados Unidos | Center for Quantum Networks | Parcial                               | Computación cuántica | 2020                                | US$26 m                                        |
| Estados Unidos | National Q-12 Education Partnership                                                                                              | Si                                    | Educación | 2020                                | US$1M                                          |